# 244
Năm 244 là một năm trong lịch Julius. 